# Théa Rojzman
Pour les articles homonymes, voir Rojzman.
Théa Rojzman, née en 1974 en France, est auteure de bande dessinée, illustratrice, artiste peintre et écrivaine française. 

## Biographie
Théa Rojzman a suivi des études de philosophie puis de thérapie sociale, parallèlement à sa vie d'artiste. Elle a  ensuite présenté ses œuvres lors de nombreuses expositions ainsi que dans des recueils illustrés (voir bibliographie). Elle a réuni ses 2 passions principales (écrire et peindre) dans le domaine de la bande dessinée contemporaine. Avec son père, Charles Rojzman, elle a co-écrit 2 ouvrages : C'est pas moi et La Réconciliation.
Théa Rojzman a aussi obtenu une mention spéciale du prix Artémisia en janvier 2016 pour Mourir (ça n'existe pas),.
En 2018, elle participe à l'album collectif Féministes (éditions Vide Cocagne).
En 2022, elle obtient avec Sandrine Revel le prix des lycées au Festival international de la bande dessinée d'Angoulême pour le roman graphique Grand silence, sur le thème des violences sexuelles faites aux enfants.

## Œuvres
- 2006 : C'est pas moi, c'est lui (avec Charles Rojzman), éd. Jean-Claude Lattès  (ISBN 978-2709624114)
- 2007[6] : La Réconciliation (avec Charles Rojzman), Ed. Jean-Claude Lattès  (ISBN 978-2709629218)
- 2009[6] : Le Carnet de rêves, éd. La Boîte à bulles.
- 2010[6]: Sages comme une image, éd. Les Enfants rouges
- 2012 : Chacun porte son ciel, livre illustré pour adultes, éd. Le Moule à gaufres
- 2015[6]
  - Mourir (ça n'existe pas), éd. La Boîte à bulles   (ISBN 978-2-84953-218-8)
  - Émilie voit quelqu'un, t. 1 : Après la psy, le beau temps ?, avec Anne Rouquette, éd. Fluide glacial
- 2017 : Émilie voit quelqu'un, t. 2 : Psy à psy, l'oiseau fait son nid, avec Anne Rouquette, éd. Fluide Glacial
- 2018 : Féministes, Récits militants sur la cause des femmes, collectif sous la direction de Marie Gloris Bardiaux Vaïente, éd. Vide Cocagne
- 2019 : 
  - Dominos, avec Abdel de Bruxelles, Ed.Fluide Glacial
  - Assassins, les psychopathes célèbres,[7], avec Jeff Pourquié (dessin), 2019, Fluide Glacial.
- 2021 : 
  - Grand silence, avec Sandrine Revel, éd. Glénat  (ISBN 978-2-344-04105-5)
  - Pie XII, face au nazisme, avec Erik Juszezack, éd.Glénat
  - Après la psy, le beau temps, intégrale, avec Anne Rouquette, éd.Fluide Glacial
  - Scum, la tragédie Solanas, avec Bernardo Munoz, éd.Glénat
- 2022:
  - Billie Bang Bang, série jeunesse (Tome 1) avec Steve Baker, éd.Le Lombard
- 2023:
  - Le Voyageur, avec Joël Alessandra, éd.Daniel Maghen
  - Billie Bang Bang, série jeunesse (tome 2) avec Steve Baker, éd. Le Lombard

## Récompenses
- 2016 : Prix Artémisia, mention spéciale, pour Mourir (ça n'existe pas)[8]

- 2022 : Prix des lycées au Festival international de la bande dessinée d'Angoulême pour Grand silence[5]

- 2022 : Prix Mention spéciale du Jury œcuménique de la bande dessinée pour Grand Silence[9]
- 2022 : Prix étudiant de la BD politique LCP pour Grand Silence[10].
- 2023: Prix de l'album étranger pour Grand Silence au Festival international Bucheon Comics en Corée[11]